# 中央公園 (宇部市)
中央公園（ちゅうおうこうえん）は、山口県宇部市神原町一丁目に位置する都市公園（運動公園）である。テニスコートを中心に、市民のスポーツ・レクリエーションの場として1956年（昭和31年）に都市計画決定、1961年（昭和36年）に開園した。

## 主要施設

### テニスコート

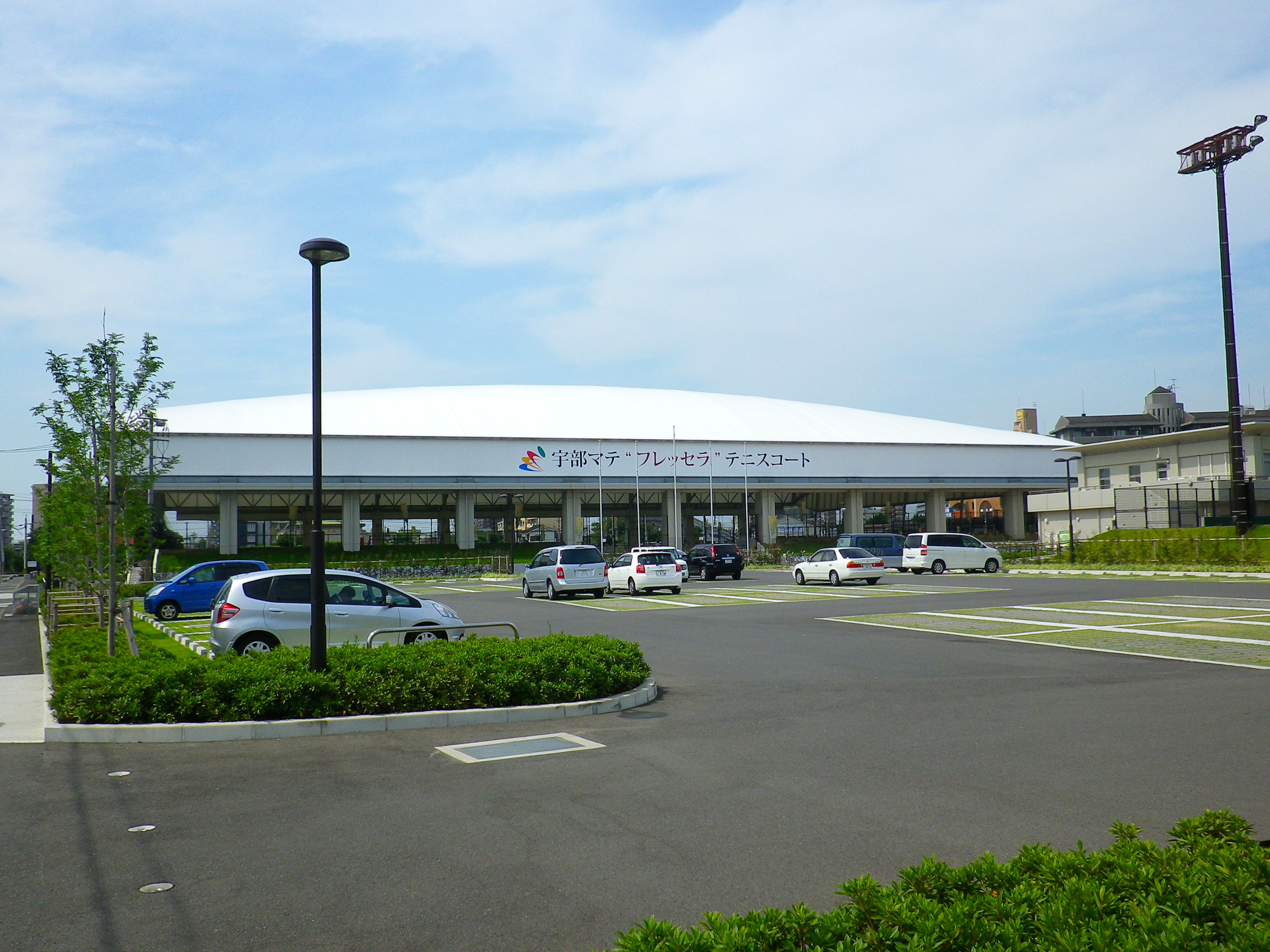
テニスコート

1963年（昭和38年）に開催された第18回国民体育大会山口大会に併せて整備され、同大会ではソフトテニスの主会場となった。
2011年（平成23年）に開催されるおいでませ!山口国体においてソフトテニス会場に指定されており、同大会に向けて2006年（平成18年）より改修工事が行われ、2010年（平成22年）にリニューアルオープンした。完成記念式典では、元プロテニス選手の松岡修造と宇部市テニス協会会長の鈴木英太郎が初打ちをしたほか、松岡修造によるテニスクリニック等が開催された。また、プレ国体（おいでませ!山口国体ソフトテニス競技リハーサル大会）として、同年7月23日から25日にかけて、全日本実業団ソフトテニス選手権大会が開催された。2025年には全日本高等学校ソフトテニス選手権大会が開催された。
現在の施設は、人工芝16面（内2面夜間照明あり）、屋根付き4面（夜間照明あり）のテニスコートからなり、敷地面積40,000m2、収容人員8,000人は西日本有数の規模である。なお、12月29日から1月3日までの期間は利用休止となる。

#### 施設命名権
施設命名権による愛称
- 宇部マテ“フレッセラ”テニスコート（2011年4月1日 - 2014年3月31日）

※命名権導入後も、宇部市の条例上の施設名称「中央公園テニスコート」は変更しない。
宇部市は新たな財源確保と、スポーツの振興や市民サービスの向上と地域経済の活性化を目的に、2011年開催の「おいでませ!山口国体」で競技会場となる中央公園テニスコートと宇部市野球場の2施設に施設命名権（ネーミングライツ）を導入する方針を明らかにし、2010年12月1日から2011年1月31日までの間、両施設について年額200万円以上を条件に売却先の募集を実施した。
その結果、当テニスコートの命名権には宇部市に本社を置き耐火材料、石灰の製造・販売を主な業務とする宇部マテリアルズ1社のみが契約期間3年、年額200万円（総額600万円、消費税等込）の条件で応募した。3月7日に開かれた選定委員会における審査を経て売却先に内定し、3月24日付で売却が正式決定。4月1日付で愛称を「宇部マテ“フレッセラ”テニスコート」とすることが決まった。

### 宇部市弓道場
- 敷地面積 - 3,063.60m2
- 延床面積 - 1,073.04m2
- 利用可能時間 - 午前8時から午後10時
- 休館日 - 12月29日から1月3日
- 駐車場 - 15台
- 収容人数 - 100人
- 近的射場（28m） - 12人立
- 遠的射場（60m） - 4人立

### アーチェリー場
- 敷地面積 - 730m2
- 利用可能時間 - 午前8時から午後9時
- 休館日 - 12月29日から1月3日
- 近的射場（28m） - 12人立
- 遠的射場（60m） - 4人立

## 歴史
- 1956年（昭和31年） - 都市計画決定。
- 1961年（昭和36年） - 開園。
- 2006年（平成18年） - テニスコート改修工事着工。
- 2010年（平成22年）
  - 7月10日 - テニスコート改修工事の完成記念式典が挙行。
  - 7月23日から25日 - 全日本実業団ソフトテニス選手権大会が開催。
- 2011年（平成23年）
  - 4月1日 - 命名権契約により「宇部マテ“フレッセラ”テニスコート」の呼称を使用開始。
  - おいでませ!山口国体のソフトテニス会場となる。

## 交通アクセス
- JR西日本宇部線東新川駅下車、徒歩10分。

公園の敷地は東新川駅に隣接しており、地図上での直線距離は短い。しかし駅の出入口が反対側にあるため、既設の道路利用すると実際には400mほどの距離がある。このため、テニスコートの改修工事と同時に公園側にも出入口を設置するよう、地元自治会が関係機関への要請を行った結果、2011年度（平成23年度）の宇部市予算において「東新川駅北口（仮称）」の建設費用が計上された。